# Historie Duny: Bitva o Corrin
Historie Duny: Bitva o Corrin (v originále Dune: Battle of Corrin, 2004) je sci-fi román amerických spisovatelů Briana Herberta a Kevina J. Andersona. Tito autoři se rozhodli rozvinout nedokončenou románovou sérii o pouštní planetě Arrakis, nazývané Duna, kterou vytvořil Frank Herbert, otec Briana Herberta. Historie Duny: Bitva o Corrin je třetí díl trilogie, která se odehrává v dávné minulosti vůči prvnímu dílu série Duna (Dune, 1965), přibližně před 10 300 lety.
Příběh pojednává o posledních bojích mezi Ligou vznešených – planetami svobodných lidí, a Synchronizovanými světy – planetami ovládanými myslícími stroji, které jsou po století bojů konečně poraženy. Hlavními hrdiny války jsou Vorian Atreides a Abulurd Harkonnen, kteří bojují bok po boku jako nejvěrnější přátelé – přestože později mezi jejich potomky bude panovat zničující nenávist.

## Příběh

### 108 let před Gildou
Do příběhu vstupujeme cca padesát let po druhém dílu trilogie, Historie Duny: Křížová výprava strojů, která skončila hrdinskou smrtí Xaviera Harkonnena, jenž se obětoval, aby zničil zrádného vůdce Ligy vznešených, Iblise Ginja. Na Xavierovo přání však nebyly okolnosti jeho smrti zveřejněny, takže je většinou obyvatel Ligy vzpomínán jako zbabělec a zrádce. Skutečnou pravdu zná jen někdejší Xavierův nejbližší přítel, Vorian Atreides, syn kymeka Agamemnona a vrchní velitel vojsk Ligy vznešených. Vorian kdysi podstoupil operaci, díky níž může prožít stovky let dlouhý život. Proto za uplynulé půlstoletí téměř nezestárnul a stále se věnuje bojům Služebnického džihádu se stejným zápalem. Se svými dvěma syny příliš dobře nevychází, protože mu nemohou odpustit, že se jim v dětství kvůli svým vojenským povinnostem nevěnoval. Jeho nejvěrnějšími přáteli jsou proto Xavierovi vnuci, zejména Abulurd, jemuž Vorian odhalí pravdu o dědově smrti a Abulurd se rozhodne, že zasvětí svůj život tomu, aby očistil hanbu z rodu Harkonnenů. Abulurdův bratr Fajkán naproti tomu odmítá jakoukoli spojitost s příjmením Harkonnen a nazývá se po svých příbuzných Služebník.
Probíhající Džihád zdánlivě konečně spěje k závěru - Liga vznešených získává díky energetickým štítům a superrychlým kosmickým lodím významnou převahu vůči Omniově armádě a daří se jí postupně získávat jednu planetu za druhou. Zároveň však mezi politiky Ligy převažuje únava z vyčerpávající války a neochota věnovat veškeré síly na nekonečný konflikt.
Omnius spolu s nezávislým robotem Erasmem vymyslí plán, který by mohl zvrátit vítězství na jejich stranu. S pomocí zotročeného Tlulaxana vyvinou smrtící retrovirus, který posléze rozšíří na několik planet Ligy. Virus zabíjí téměř 40 % postižených a je vysoce nakažlivý. Lidé začnou hynout po tisících a na jednotlivé planety je uvalena přísná karanténa. V boji proti viru se vyznamená lékařka Raquella Berto-Anirulová z Parmentieru, vnučka Voriana Atreida, která spolu se svým milencem, doktorem Mohandasem Sukem, zjistí, že účinky viru lze oslabit užíváním melanže.
To vede k invazi obchodníků na Arrakis, kteří začnou koření těžit v nebývalém množství. Původní fremeni na Arrakis jsou rozděleni - někteří vidí příliv obchodu na Arrakis jako možnost k obohacení, jiní to sledují jako devastaci jejich světa. Rozpory mezi nimi vedou k úplnému rozštěpení na dvě skupiny, z nichž se později vytvoří "lidé z měst" a pouštní fremeni.
Retrovirus se postupně daří potlačit, ale lidstvo je bojem s ním velmi oslabeno. Proto se Omnius rozhodne pro finální útok, k němuž shromáždí všechny své síly a vyšle je proti Saluse Secundus, centru Ligy vznešených. Liga se však včas dozví o nebezpečí, které k Saluse během měsíce dorazí, a uchýlí se k zoufalému protiútoku - protože Synchronizované světy jsou nyní téměř nechráněné, vyrazí proti nim armáda pod vedením Voriana a pomocí zakřivovačů prostoru, vyvíjených Normou Cenvou na Kolharu, překonávají v okamžiku ohromné vzdálenosti mezi planetami a za použití atomových zbraní likvidují jeden Synchronizovaný svět za druhým. Při každém průchodu zakřiveným prostorem se však kvůli chybné navigaci přibližně 10 % armády Ligy ztratí. Když se Omnius dozví o nečekaném protiútoku, stáhne svou armádu zpět ke Corrinu, centru Synchronizovaných světů.
Když Vorianova vojska zničí všechny Synchronizované světy, chtějí zaútočit na Corrin, ale jejich bojová síla už je příliš oslabena, a tak místo útoku obestřou celý Corrin sítí štítů, které znemožňují průchod myslícím strojům s gelovými obvody. Omnius je tak na svém posledním světě zajat a Služebnický džihád je prohlášen za skončený.

### 88 let před Gildou
Druhá část příběhu se odehrává o dvacet let později. V té době je Omnius stále zajat na Corrinu a Titán Agamemnon rozšířil své panství o Hessru, kde zničil pět z posledních šesti kogitorů - lidských mozků bez těla, kteří udržují přísnou neutralitu a oddávají se hluboké filozofii. Poslední kogitor Vidad tak zůstává na Saluse Secundus. Agamemnon si buduje vlastní armádu neo-kymeků. Protože k přetváření používá i neloajální zajatce, vloží do jejich systému sebedestrukční zařízení, které se spustí, pokud zahyne poslední z Titánů (kteří v současné době žijí pouze tři - Agamemnon, jeho milenka Juno a byrokrat Dante). Jedním z jeho nejvýznamnějších zajatců, přetvořených na kymeky, je vojevůdce Quentin Vigar, otec Abulurda Harkonnena. Agamemnon postupně začíná tajně rozšiřovat svou vládu na planety původních Synchronizovaných světů, poničených útokem Ligy vznešených.
Liga vznešených přitom rezignovala na možnost definitivně porazit Omnia a místo toho se snaží obnovit jednotlivé světy, vyčerpané století dlouhou válkou. Vorian Atreides je marně nabádá, že jejich vítězství není konečné, dokud přežívá byť jediná inkarnace Omnia. O trvajícím nebezpečí je přesvědčí mrak jednoduchých strojků (které nemají gelové obvody, a proto je pro ně síť kolem Corrinu průchodná), které napadnou Salusu Secundus a zabijí tisíce lidí, než je Vorian spolu s Abulurdem přemohou.
Nové nebezpečí se objeví i na Rossaku, jemuž vládne Ticia Cenva, dcera čarodějky Zufy Cenvy a zrádného patriarchy Iblise Ginja. Na planetě s vysokou radioaktivitou se v džungli vyvine mutace původního Omniova retroviru a začne znovu decimovat rossacké obyvatelstvo. Na pomoc se proto vydá Raquella, které deformovaní vyvrženci ze společnosti čarodějek ukážou zvláštní minerální pramen léčící účinky viru. Protože však byli vyvrženci čarodějkami opovrhováni, zapřísahají Raquellu, aby tajný lék neprozradila a nechala čarodějky zemřít. Ticia považuje Raquellu za nevítaného hosta, a když ji nedokáže vyštvat svým pohrdavým chováním, pokusí se ji otrávit. Jed však v Raquelle spustí nečekanou reakci - odhalí jí vzpomínky všech jejích předků v ženské linii a umožní transformovat metabolismus tak, že je Raquella schopna vyrábět lék proti zmutovanému viru ve svém vlastním těle. Když Ticia vidí svůj neúspěch, spáchá sebevraždu a Raquella se postaví do čela rossackých čarodějek, z nichž se rozhodne vybudovat mocné Sesterstvo, zaměřené na genetické manipulace a výcvik těla i ducha, které bude později známo jako Bene Gesserit. Raquellin milenec Mohandas Suk naproti tomu touží založit lékařskou školu, která by pomohla zasaženému lidstvu bojovat proti budoucím nemocem. Raquella jej však nemůže následovat a jejich cesty se rozejdou. Mohandasova škola se později stane nejlepší v Impériu a její "sukovští" doktoři procházejí náročným výcvikem.
Norma Cenva se na Kolharu snaží vylepšit navigační systémy svých kosmických korábů, aby nedocházelo k tak četným ztrátám. Po dlouhých letech pokusů konečně zjistí, že klíčem k navigaci je předávkování melanží, které uživateli otevře možnost nahlédnout do blízké budoucnosti. Spolu s dvanácti dobrovolníky začnou žít v akváriích, naplněných melanžovým plynem, což jim umožní bezpečně navádět kosmické lodi v zakřiveném prostoru. Je tak položen základ společnosti, která se o 90 let později transofrmuje na Kosmickou gildu.
Vorian Atreides se marně snaží sebrat síly k finálnímu útoku na Corrin nebo aspoň zničení Agamemnona, a proto se uchýlí k lsti. Vypraví se na Hessru, kde se vzdá svému otci a přesvědčí jej, že se chce stát kymekem, protože Liga jej odmítla. Agamemnon se nakonec nechá přesvědčit, ale Vorian ho v nestřežené chvíli s pomocí Quentina zahubí. Vzápětí zabijí i Juno a Danteho a s nimi zahynou i všichni neo-kymekové - včetně Quentina. Corrinský Omnius tak zůstává jediným nepřítelem Ligy.
Poté, co Vorian oznámí svůj úspěch, konečně se mu podaří přesvědčit vedení Ligy k finálnímu útoku. Je shromážděna co možná nejsilnější armáda a vypraví se ke Corrinu. Tažení se zúčastní Abulurd Harkonnen i jeho bratr Fajkán Služebník, který se v posledních letech snažil co nejvíce posílit svou politickou moc. Omnius vidí, že proti armádě nemá mnoho šancí, a proto s Erasmovou pomocí připraví úskok - v nákladních lodích vyšlou vstříc Vorianově vojsku všechny lidské otroky z Corrinu, přičemž po průchodu Vorianových lodí ochranným štítem kolem Corrinu se aktivuje destrukční mechanismus, který všechny lodě s otroky zničí. Vorian by tak měl na svých rukách krev všech otroků-rukojmí. Mezi otroky se nachází i tlulaxanský klon Sereny Služebnice (mentálně retardovaný), který je Omniem vydáván za skutečnou Serenu. Do lodí se však vloudí i Erasmův schovanec Gilbertus Albans, z nějž Erasmus vychoval nesmírně inteligentního muže a ke svému překvapení k němu začal cítit otcovské pudy. Gilbertus se totiž do Serenina klonu přes její duševní omezenost zamiloval.
Vorian odmítne stáhnout síly Ligy a pokračuje v pouti proti štítu. Abulurd však nesnese pomyšlení na všechny nevinné vězně a když Vorian odmítá útok zastavit, Abulurd deaktivuje těžké palné zbraně celé armády, aby si vynutil zastavení útoku. Vorian však cítí, že se mu už nikdy takové vojsko nepodaří shromáždit, proto Abulurda zbaví velení a i přes nemožnost zaútočit těžkými zbraněmi pokračuje dál. Problémy se ovšem objeví i na druhé straně - Erasmus vycítí, že nedokáže nechat Gilbertuse napospas smrti a deaktivuje destrukční mechanismus. Nad Corrinem se tak konečně rozhoří finální bitva, v níž je po těžkých ztrátách Omnius zničen. Těsně předtím však vyšle do celého vesmíru radiový signál neznámého obsahu (viz Lovci Duny).
Liga vznešených považuje válku za úspěšně skončenou a může se vrhnout do opravy poškozené civilizace. Do čela se postaví Fajkán, který na počest bitvy přijme jméno Corrino a stane se prvním imperátorem. Vorian Atreides se konečně cítí unaven životem a protože cítí, že jeho role skončila, vypraví se na pouť po vzdálených planetách vesmíru. Ještě předtím je na jeho přímluvu Abulurd Harkonnen označen za zbabělce a odsouzen k vyhnanství na Lankivielu. Přestože Abulurd cítí spíše smutek, mezi jeho potomky se rozšíří nenávist vůči rodu Atreidů, která vydrží po tisíciletí.
Erasmus je spolu s ostatními roboty zničen, avšak Gilbertus se vmísí do davu a zachrání kopii Erasmovy paměti. V úctě k logickému myšlení, jemuž ho Erasmus naučil, založí později Gilbertus školu mentatů, "lidských počítačů".

## Česká vydání
Román vyšel v češtině v r. 2005.